# Castle Koon
Castle Koon foi uma bomba termonuclear dos Estados Unidos da América.
Apresentava um design inovador, que elevaria a potência. As previsões variavam de 0,33 megatons a 3,5 megatons, com rendimento real de 110 quiloton, sendo que 100 kt vieram do primário e cerca de 10 kt a partir da fusão. O teste foi considerado um fiasco termonuclear: o defeito estava no aquecimento prematuro do núcleo secundário pelo fluxo de nêutrons do núcleo primário.